# Bodybuilding aux Jeux mondiaux de 2009
Les épreuves de Bodybuilding des Jeux mondiaux de 2009 ont lieu du 18 juillet au 19 juillet 2009 au Cultural Center Zhide Hall à Kaohsiung (Taïwan).

## Podiums

### Hommes
| Épreuves        | Or                         | Argent                     | Bronze                  |
| --------------- | -------------------------- | -------------------------- | ----------------------- |
| Poids légers    | Corée du Sud Kim Byung Soo | Ukraine Wiaczesław Makogon | Japon Masahiro Sue      |
| Poids welters   | Corée du Sud Changsoon Boo | Slovaquie Igor Kois        | Taïwan Huang Chien-chih |
| Poids moyens    | Ukraine Beila Balor        | Taïwan Hsu Chung-huang     | Japon Masashi Suzuki    |
| Poids mi-lourds | Corée du Sud Lee Jin Ho    | Brésil Luiz Sarmento       | Égypte Mohamed Kotb     |
| Poids lourds    | Ukraine Oleksandr Bilous   | Qatar Kamal Abdulrahman    | Slovaquie Peter Tatarka |

### Femmes
| Épreuves     | Or                         | Argent                   | Bronze                     |
| ------------ | -------------------------- | ------------------------ | -------------------------- |
| Fitness      | Ukraine Alevtyna Titarenko | Brésil Diana Ameida      | Slovaquie Anna Mozolany    |
| Poids légers | Slovaquie Jana Purdjakowa  | Lituanie Alina Cepurnine | Ukraine Natalia Diczkowska |

## Tableau des médailles
| Rang | Nation | Or | Argent | Bronze | Total |
| ---- | ------ | -- | ------ | ------ | ----- |